# Chlorospatha croatiana
Chlorospatha croatiana là một loài thực vật có hoa trong họ Ráy (Araceae). Loài này được Grayum mô tả khoa học đầu tiên năm 1986.